# Исафьярдарбайр
Исафьярдарбайр (исл. Ísafjarðarbær, исландское произношение: [ˈisaːˌfjarðar̥ˌpair̥]) — община на западе Исландии в регионе Вестфирдир.  Площадь 2380 км². На 1 января 2021 года население составляет 3794 человек.

## История
Община Исафьярдарбайр была образована 1 июня 1996 году в результате слияния самоуправляемой городской общины Исафьярдаркёйпстадюр и шести малонаселенных сельских общин Вестюр-Исафьярдарсислы — Флатейярхреппюр, Мосвадлахреппюр, Мирахреппюр, Сюдюрейрархреппюр и Тингейрархреппюр, после чего сисла была упразднена. 
До этого, в 1995 году в состав Исафьярдаркёйпстадюр вошли земли давно обезлюдневшей общины Сльеттюхреппюр, а в 1994 году присоединилась малонаселённая сельская община Снайфьядлахреппюр..
На территории нынешней общины Исафьярдарбайр родился бывший премьер-министр Исландии Бенедикт Сигюрдссон Грёндаль (1924—2010).

## География
Территория общины Исафьярдарбайр находится на полуострове Вестфирдир в одноименном регионе на северо-западе Исландии. Земли общины разделены фьордовым комплексом Исафьярдардьюп и землями соседних общин на две не связанные между собой части. Северо-восточная часть — земли возле ледника Драунгайёкюдль и заповедник Ходнстрандир, практически безлюдна и граничит с малонаселёнными сельскими общинами Кальдрананесхреппюр и Страндабиггд. Юго-западная часть Исафьярдарбайр граничит на востоке с землями сельской общины Судавикюрхреппюр, на западе с землями городской общины Болунгарвикюркёйпстадюр, а на юге и западе ним примыкают малонаселённые земли общины Вестюрбиггд.
Земли общины имеют хорошо развитую береговую линию с более чем 14 фьордами и заливами, иногда достигающих 70 км вглубь суши (Исафьярдардьюп):
- Аднар-фьорд (исл. Arnarfjörður) 
  - Боргар-фьорд (исл. Borgarfjörður)
- Дира-фьорд (исл. Dýrafjörður)
- Энюндар-фьорд (исл. Önundarfjörður)
- Суганда-фьорд (исл. Súgandafjörður)
- Исафьярдардьюп (исл. Ísafjarðardjúp) 
  - Скютюльс-фьорд (исл. Skutulsfjörður)
  - Кальдалоун (исл. Kaldalón)
  - Йёкюльфирдир (исл. Jökulfirðir)
    - Лейрю-фьорд (исл. Leirufjörður)
    - Храбнс-фьорд (исл. Hrafnsfjörður)
    - Лоуна-фьорд (исл. Lónafjörður)
    - Вейдилейсю-фьорд (исл. Veiðileysufjörður)
    - Хестейрар-фьорд (исл. Hesteyrarfjörður)

Внутреннюю часть земель общины покрывают горные плато, с вершинами высотой до 968 м над уровнем моря (гора Ламбадальсфьядль), отвесные стены которых ниспадают в океан..
В Исафьярдарбайр есть несколько фермерских усадьб и городские поселения Тингейри (292), Сюдюрейри (266), Флатейри (199), Хнифсдалюр (203) и Исафьордюр (2672), который является административным центром общины. Всего на территории общины проживает 3794 человек (1 января 2021), при этом численность населения на протяжении последних 15 лет постоянно снижается..

## Население
Источник: Mannfjöldi eftir kyni, aldri og sveitarfélögum 1998-2021 (исл.). hagstofa.is. Reykjavík: Hagstofa Íslands [Статистическая служба Исландии]. Дата обращения: 18 октября 2021.

## Транспорт
По территории общины проходят дороги регионального значения — 150-километровый участок Дьюпвегюр 61, 70-километровый участок Вестфьярдарвегюр 60 и дороги Флатейрарвегюр 64 и Сугандафьярдарвегюр 65. Есть несколько дорог местного значения:  Диньяндавегюр 621, Свальвогавегюр 622, Дирафьярдарфлюгвадлавегюр 623, Ингьяльдссандсвегюр 624, Вальтьоувсдальсвегюр 625, Храбнсейрарвегюр 626, Энюндарфьярдарвегюр 627, Хьярдардальсвегюр 628, Сидрадальсвегюр 629, 	Скаулавикюрвегюр 630, Исафьярдарфлюгвадларвегюр 631, Снайфьядластрандарвегюр 635, Исафьярдархабнарвегюр 636, Сельяландсдальсвегюр 637, Скютюльсфьярдарвегюр 639. Высокогорная дорога местного значения Свальвогалейд F622, открытая для движения в летний период и только для транспортных средств повышенной проходимости.
Имеется небольшой аэропорт возле города Исафьордюр принимающих регулярные внутренние рейсы
В Дира-фьорде, в 50  км от Исафьордюра, есть резервный аэропорт в Тингейри, откуда иногда осуществляются медицинские или экстренные рейсы в Рейкьявик или Исафьордюр.

## Галерея

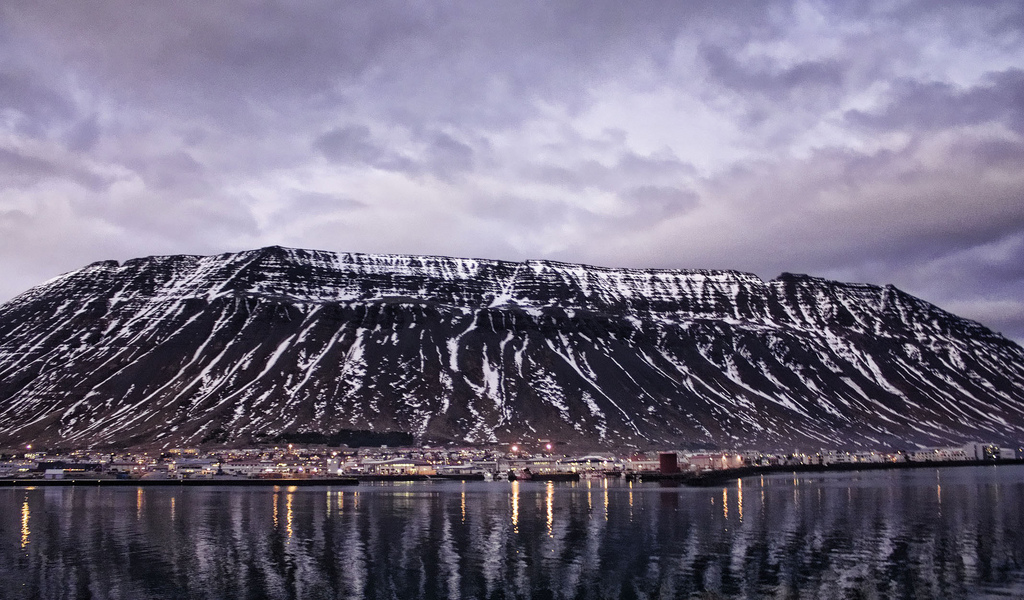
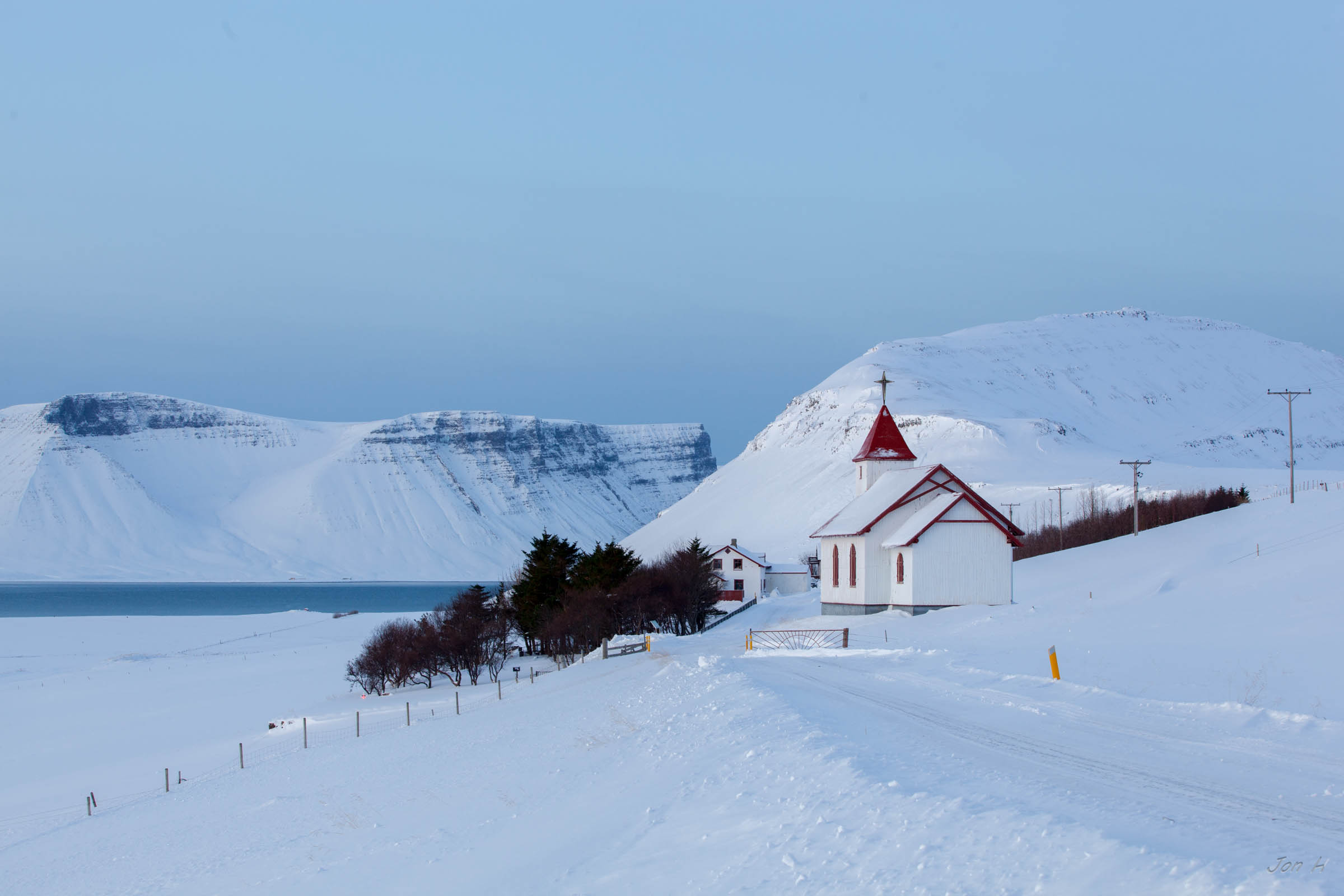
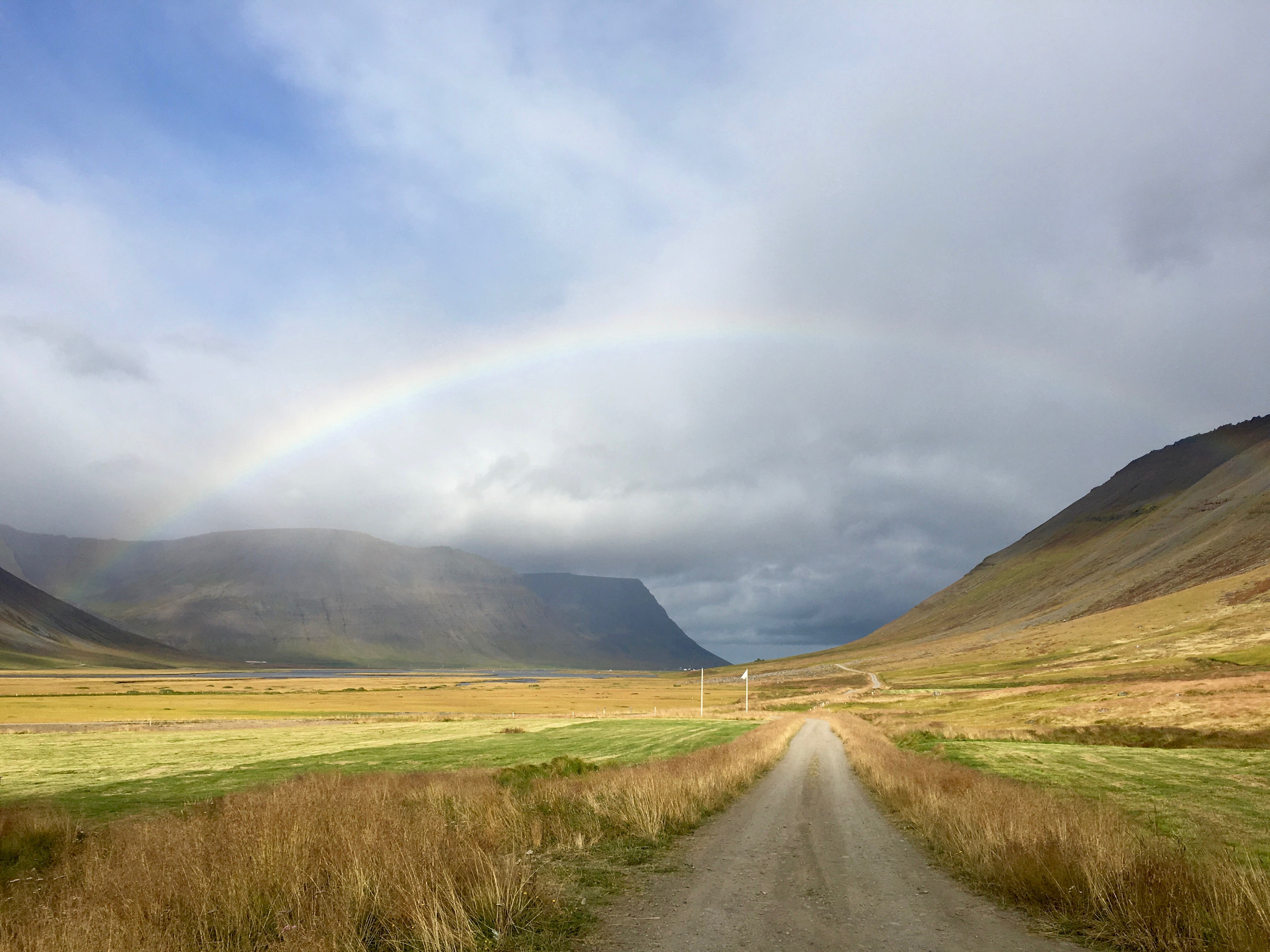
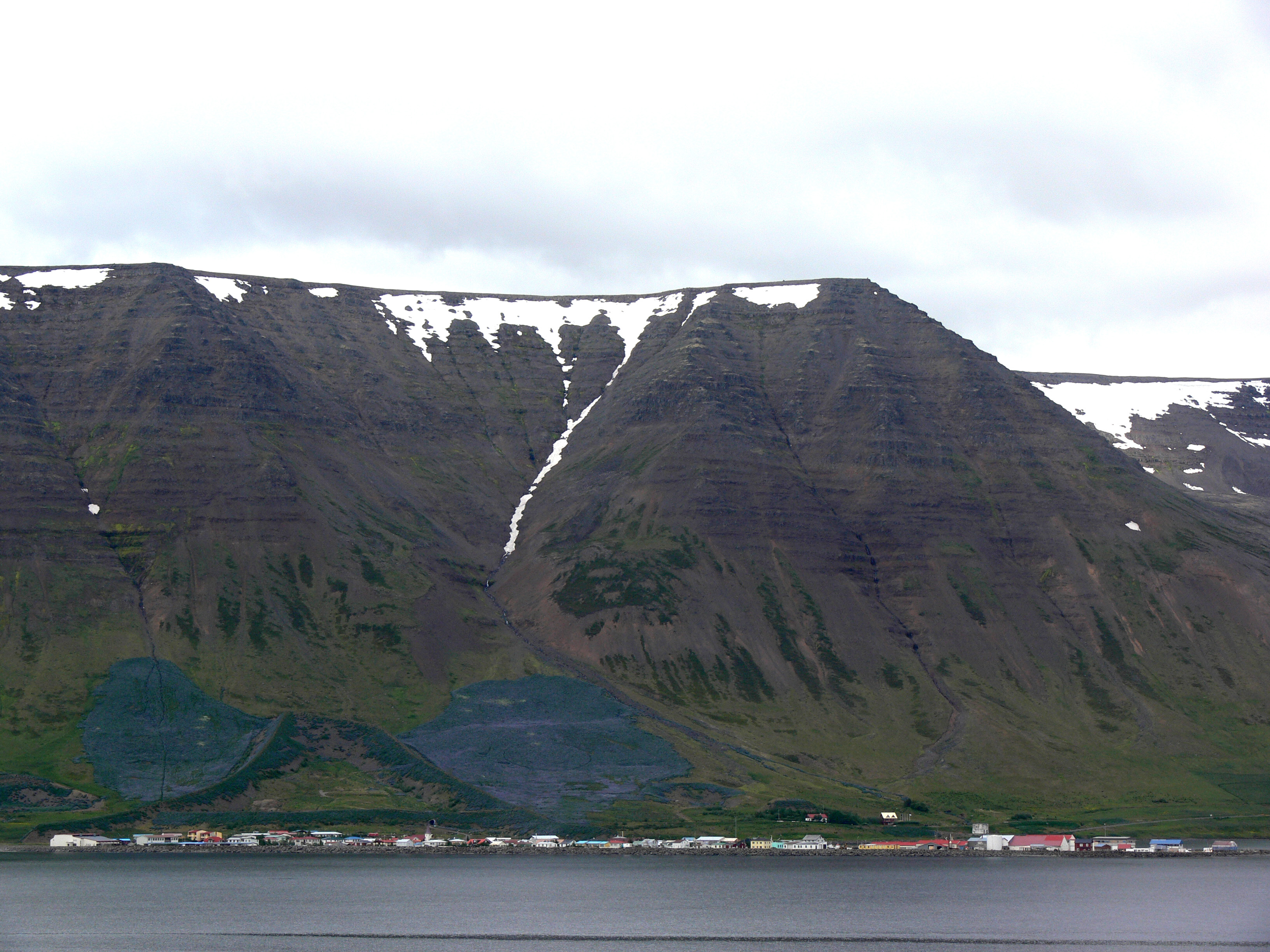
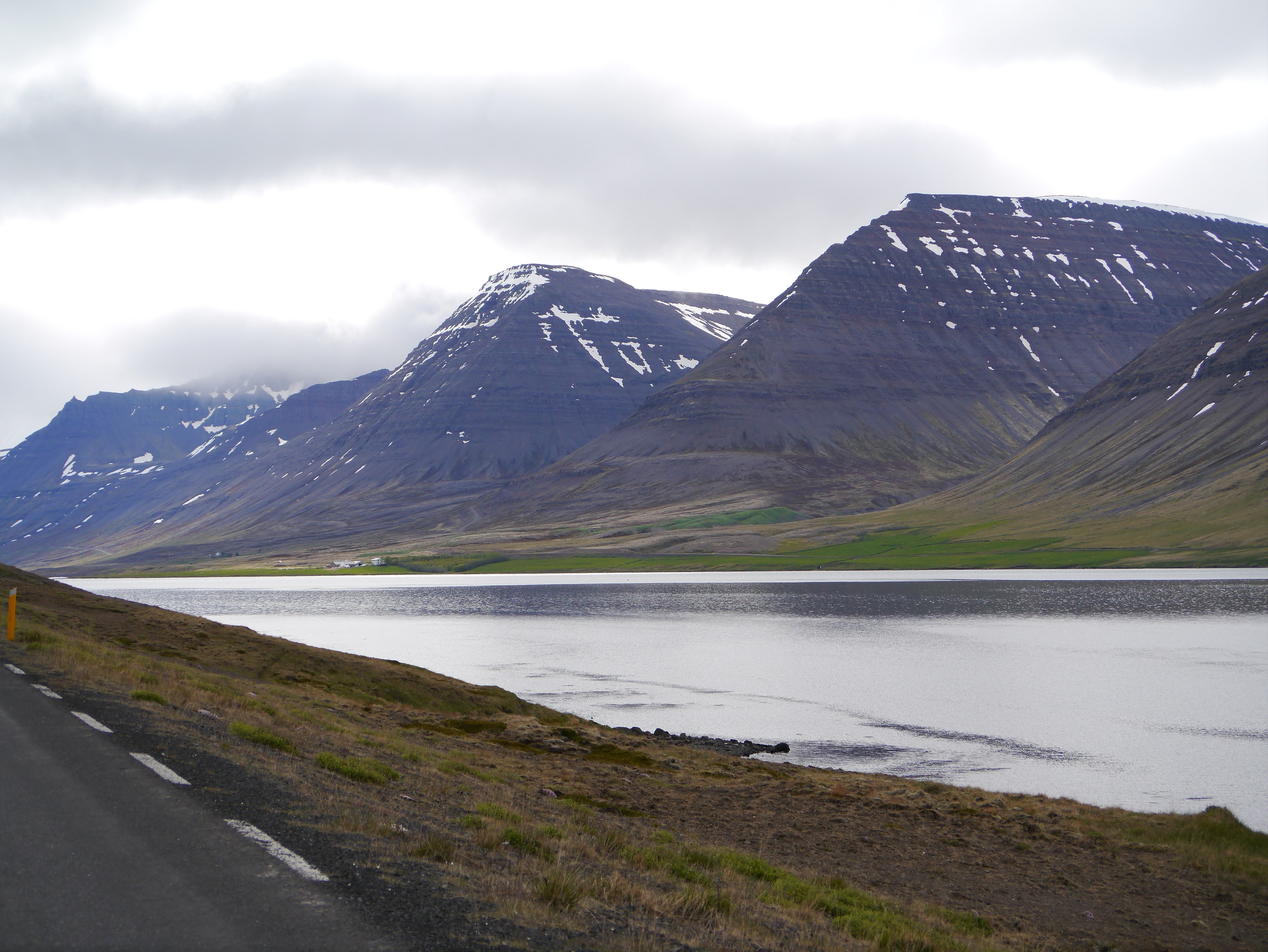
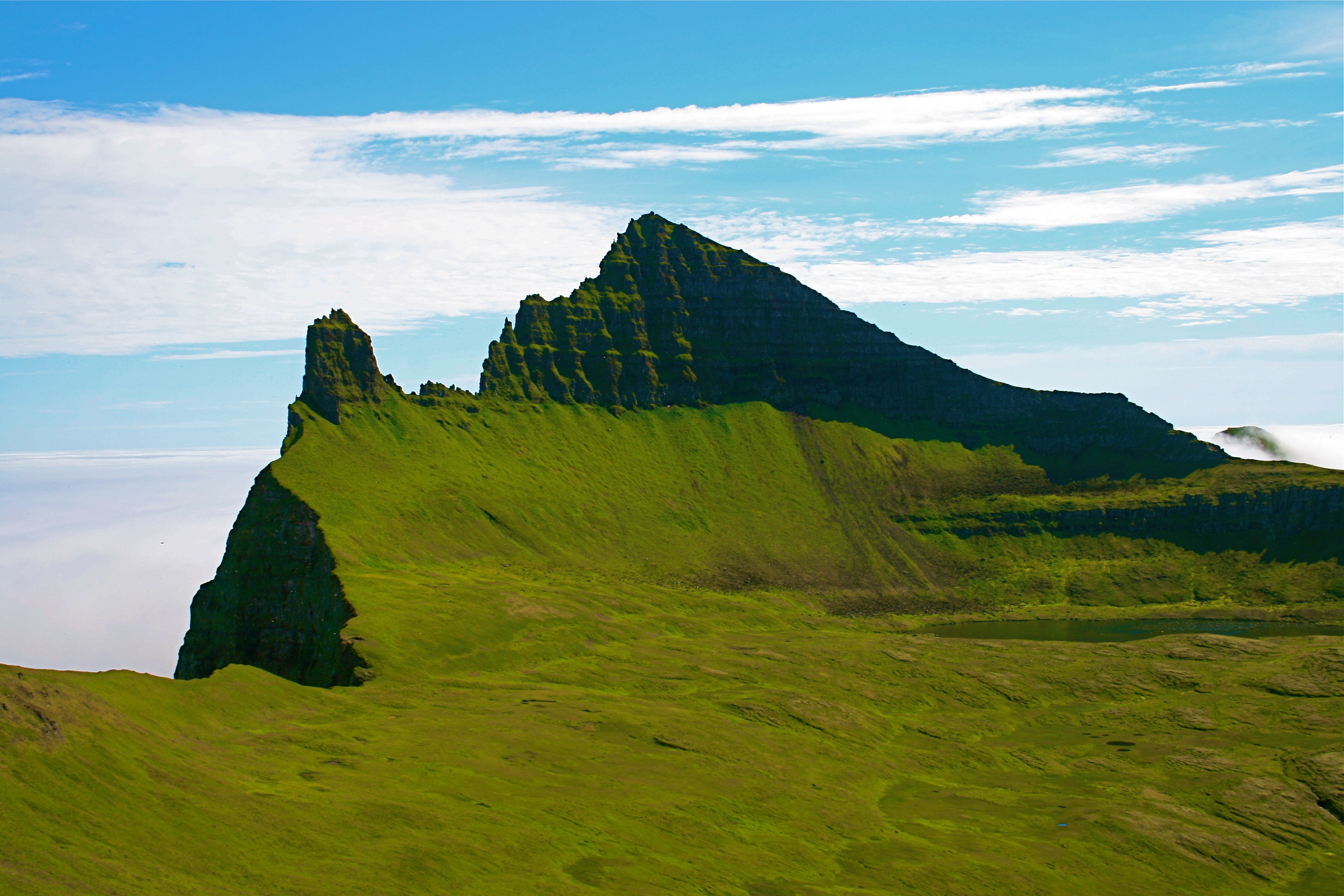
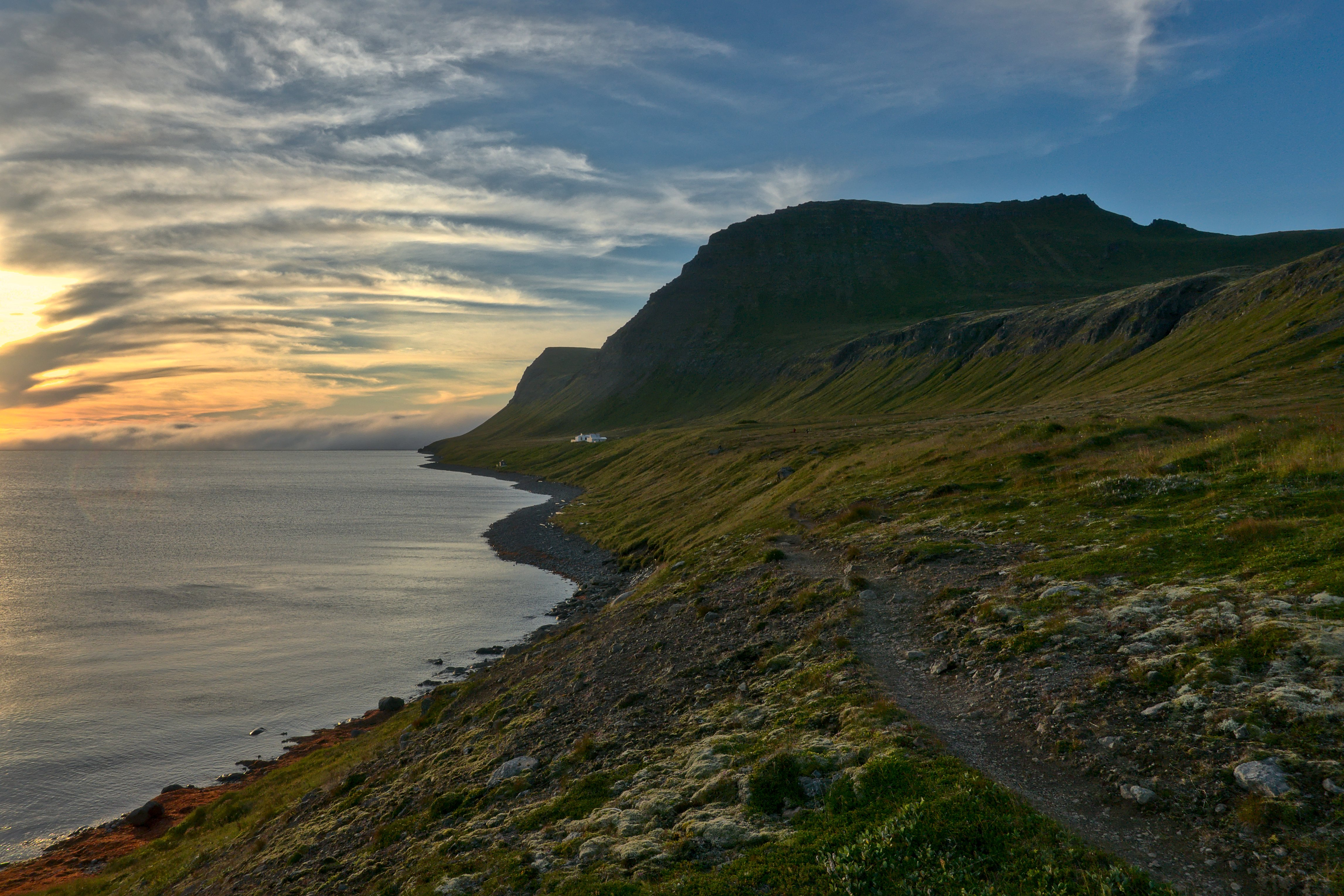